# Бачальмаш
Ба́чальмаш (венг. Bácsalmás, серб. Аљмаш или Aljmaš) — город в медье Бач-Кишкун в Венгрии. Город занимает площадь 108,32 км², на которой проживает 7618 жителей, находится в историко-географической области Бачка, близ границы с Сербией.

## История
В городе Бачальмаш во время Второй мировой войны были расквартированы 9-й хорватский горный корпус Ваффен-СС и 18-я добровольческая моторизованная дивизия СС «Хорст Вессель».
20 октября 1944 года город был взят войсками 2-го Украинского фронта.

## Население
| Год  | Численность | Численность |
| ---- | ----------- | ----------- |
| 2013 | 6811        | [ 2 ]       |
| 2014 | 6723        | [ 3 ]       |
| 2018 | 6453        | [ 4 ]       |
| 2021 | 6389        | [ 5 ]       |
| 2022 | 6137        | [ 6 ]       |
| 2023 | 6058        | [ 7 ]       |
| 2024 | 6042        | [ 1 ]       |

## Города-побратимы
- Bajmok[вд], Сербия
- Bezdan[вд], Сербия
- Бакнанг, Германия
- Бизовац, Хорватия
- Борсек, Румыния
- Вельки Медер, Словакия
- Гизалки, Польша